# Herbert Bergmann
Herbert Bergmann (* 29. April 1929 in Mittelherwigsdorf) war ein deutscher Politiker und Funktionär der DDR-Blockpartei Demokratische Bauernpartei Deutschlands (DBD). 
Bergmann war Diplom-Agronom und Vorsitzender der LPG „8. März“ in Kavelsdorf, Kreis Ribnitz-Damgarten. Von 1963 bis 1967 war er Mitglied der Volkskammer der DDR. 
Er wurde mit der Verdienstmedaille der DDR ausgezeichnet.